# Carlo Pascal
Pour les articles homonymes, voir Pascal.
Carlo Pascal (Naples, 21 octobre 1866 – Milan, 22 septembre 1926) est un latiniste italien. 

## Biographie
Né à Naples, d'une famille d'origine française, originaire de Tarascon, à quelques kilomètres d'Avignon, il est formé à l'université de Naples (diplômé le 18 juillet 1887). Il est le frère du mathématicien Ernesto, et l'oncle des mathématiciens Mario et Alberto.
En 1891, il est nommé, à la suite de la compétition, secrétaire adjoint de l'administration du Ministère de l'Éducation Publique.
Il est élu en 1895 membre honoraire de la Commission et des sites Archéologiques dans le Chiusi et la même année, il est abilité pour l'enseignement de la littérature latine à l'université de Naples.
Il est apprécié latiniste, tenant de la chaire de littérature latine à l'université de Catane à partir de 1901 à 1909, et à partir de 1910 à l'université de Pavie. En juillet 1926, le Recteur de l'université de Milan, propose son transfert à la chaire de langue et littérature latines pour l'année académique 1926-27.
Membre de nombreuses académies, en 1906, il fait partie de la Commission de conservation des monuments de la province de Catane, est conseiller de l'Enseignement Supérieur, le président du bureau de Milan de la Société « d'Athènes et de Rome  », fonde et dirige le magazine consacré aux études classiques l'Athénée. Il compose de nombreuses œuvres et des traités.
Au XXe siècle, la vie et la mort de la philosophe et mathématicienne grecque d'Alexandrie Hypatie sont vues à la lumière des droits des femmes et elle est adoptée par les féministes. En 1908, dans un chapitre de son ouvrage sur les grands hommes de l'histoire, Ipazia e le ultime lotte Pagane, Carlo Pascal déclare que son meurtre est un acte anti-féministe et a amené un changement dans le traitement des femmes, ainsi que le déclin de la civilisation méditerranéenne en général.

## Grands travaux
- Élégies choix de A. Tibullo commenté, Turin, Ermanno Loescher, 1889.
- Caractères, et l'origine de la "nouvelle poésie", du Latin dans la période d'or, Torino, Loescher, 1890.
- De cicéron. La prière pour la Sixième Roscio Amerino, a commenté, Torino, Loescher, 1891.
- L'oraison de Cicéron, pour Sextus Roscio Amerino, Torino, E. Loescher, 1891.
- Essais sur le langage, Turin, Ermanno Loescher, 1893.
- Trois nouvelles inscriptions osche, les Déclarations de la R. de l'Académie des Lincei, Rome, 1894.
- Trois questions de phonologie, Florence, Sansoni, 1895.
- La légende de la Orazii et Curaizii, l'Accademia dei Lincei, 1896.
- Les études de l'antiquité et de la mythologie, Milano, U. Hoepli, 1896.
- Études romanes, I, II, Torino, Loescher, 1896.
- Études romaines, III, IV, Torino, Loescher, 1896.
- Les études de l'antiquité et de la mythologie, Milano, U. Hoepli, 1896.
- La légende de l'étrusque et le Latin légende de Servius Tullius, R. Accademia di Torino, 1897.
- Les poètes de l'Romains de la rome républicaine, Milan, " le rejet et le bois de Sciage, 1899.
- Le grand incendie de Rome et les premiers Chrétiens, Torino, E. Loescher, 1900.
- Un livre récent de M. Tullius Cicéron, de la Ville de Château, 1901.
- Une nouvelle source pour l'incendie de néron, d'Athènes et de Rome, Florence, 1901.
- La résurrection de la chair dans le monde païen, d'Athènes et de Rome, Florence, 1901.
- Les faits et les légendes de l'ancienne Rome, Florence, Succ. Le Monnier, 1903.
- Les poètes et les personnages catulliani, Catane 1904
- Les dieux et les Démons. Essais sur le paganisme mourant, Florence, Succ. Le Monnier, 1904.
- De Théocrite à Leconte de Lisle, Il Marzocco, Florence, 1910.
- Dionysos: un Essai sur la religion et la parodie de la religion dans Aristophane, Catane, Battiato, 1911.
- Les conversions, La Marzocco, Florence, 1912.
- Les croyances de l'au-delà dans les œuvres littéraires de l'antiquité classique, Catane, Francesco Battiato Éditeur, 1912, vol. I-II.